# Brit Awards de 2008
O Brit Awards de 2008 foi a 28ª edição do maior prêmio anual de música do Reino Unido. Eles são administrados pela British Phonographic Industry e ocorreram em 20 de fevereiro de 2008 no Earls Court em Londres. A cerimônia atraiu 6,1 milhões de telespectadores, 800 mil a mais do que a transmissão ao vivo anterior. Leona Lewis foi indicada para quatro prêmios, mas não ganhou nenhum deles.

## Performances
| Artista(s)                                          | Canção                                                               |
| --------------------------------------------------- | -------------------------------------------------------------------- |
| Mika Beth Ditto                                     | "Love Today" "Standing in the Way of Control" "Grace Kelly"          |
| Rihanna Klaxons                                     | "Umbrella"                                                           |
| Kylie Minogue                                       | "Wow"                                                                |
| Kaiser Chiefs                                       | "Ruby"                                                               |
| Leona Lewis                                         | "Bleeding Love"                                                      |
| Mark Ronson Adele Daniel Merriweather Amy Winehouse | "God Put a Smile upon Your Face" "Stop Me" "Valerie"                 |
| Amy Winehouse                                       | "Love Is a Losing Game"                                              |
| Sir Paul McCartney                                  | "Dance Tonight" "Live and Let Die" Hey Jude" Lady Madonna" Get Back" |

## Vencedores e nomeados
| Álbum Britânico do Ano (apresentado por Vic Reeves) | Single Britânico do Ano (apresentado por Alan Carr) |
| --- | --- |
| - Arctic Monkeys – Favourite Worst Nightmare - Leona Lewis – Spirit - Mark Ronson – Version - Mika – Life in Cartoon Motion - Take That – Beautiful World | - Take That – "Shine" - Leona Lewis – "Bleeding Love" - Mika – "Grace Kelly" - Mark Ronson (com participação de Amy Winehouse) – "Valerie" - The Hoosiers – "Worried About Ray" - Kaiser Chiefs – "Ruby" Eliminado - Sugababes – "About You Now" Eliminado - Kate Nash – "Foundations" Eliminado - James Blunt – "1973" Eliminado - Mutya Buena – "Real Girl" Eliminado |
| Artista Solo Masculino Britânico (apresentado por Beth Ditto)                                                                                             | Artista Solo Feminina Britânica (apresentado por James Nesbitt) |
| - Mark Ronson - Jamie T - Mika - Newton Faulkner - Richard Hawley                                                                                         | - Kate Nash - Bat for Lashes - KT Tunstall - Leona Lewis - PJ Harvey |
| Grupo Britânico (apresentado por Ian McKellen) | Melhor Revelação Britânica (apresentado por Jonathan Rhys Myers) |
| - Arctic Monkeys - Editors - Girls Aloud - Kaiser Chiefs - Take That                                                                                      | - Mika - Bat for Lashes - Kate Nash - Klaxons - Leona Lewis |
| Melhor Performance Britânica ao Vivo (apresentado por Chris Moyles)                                                                                       | Escolha da Crítica (apresentado por Will Young) |
| - Take That - Arctic Monkeys - Kaiser Chiefs - Klaxons - Muse                                                                                             | - Adele - Duffy - Foals |
| Artista Solo Masculino Internacional (apresentado por Kelly Rowland)                                                                                      | Artista Solo Feminina Internacional (apresentado por David Tennant) |
| - Kanye West - Bruce Springsteen - Michael Bublé - Rufus Wainwright - Timbaland                                                                           | - Kylie Minogue - Alicia Keys - Björk - Feist - Rihanna |
| Grupo Internacional (apresentado por Denise van Outen & Andrew Lloyd Webber)                                                                              | Álbum Internacional (apresentado por Michelle Ryan) |
| - Foo Fighters - Arcade Fire - Eagles - Kings of Leon - The White Stripes                                                                                 | - Foo Fighters – Echoes, Silence, Patience & Grace - Arcade Fire – Neon Bible - Eagles – Long Road Out of Eden - Kings of Leon – Because of the Times - Kylie Minogue – X |

### Contribuição Excepcional para a Música
- Paul McCartney (apresentado por Kylie Minogue)

## Momentos notáveis

### Vic Reeves e Sharon Osbourne
Depois que Vic Reeves esqueceu qual prêmio ele estava apresentando, Sharon Osbourne tentou tirar o microfone dele, insistiu que ele estava bêbado e o chamou de "bastardo puto". No dia seguinte, foi relatado que Reeves não estava embriagado e foi ferido pelo comportamento de Osbourne. O incidente já foi atribuído a um defeito no teleponto, mas Reeves disse em sua defesa que ele estava tentando ler a tela do teleponto, mas não conseguiu ler porque Osbourne estava empurrando-o.

### Arctic Monkeys
Quando os Arctic Monkeys subiram ao palco para receber o prêmio de "Melhor Álbum Britânico", a banda se vestiu em trajes de caça e country ingleses tradicionais e até mesmo levou um pato de plástico para o palco com eles. Durante o discurso de aceitação, eles fizeram um discurso grosseiro sobre a escola britânica, que forçou os produtores a retirá-los da transmissão televisiva.